# Varintorn Watcharapringam
Varintorn Watcharapringam (thailändisch วรินทร วัชรไพรงาม; * 18. Januar 2003) ist ein thailändischer Fußballspieler.

## Karriere
Varintorn Watcharapringam erlernte das Fußballspielen in der Jugendmannschaft von Chiangrai United. Hier unterschrieb er Mitte April 2022 seinen ersten Vertrag. Der Verein aus Chiangrai spielte in der ersten Liga, der Thai League. Die Saison 2022/23 wurde er an den Drittligisten Chiangrai City FC ausgeliehen. Mit dem Verein spielte er 20-mal in der Northern Region der Liga. Nach der Ausleihe kehrte er im Sommer 2023 zum Erstligisten zurück. Sein Erstligadebüt gab Varintorn Watcharapringam am 23. September 2023 (5. Spieltag) im Auswärtsspiel gegen den Lamphun Warriors FC. Bei der 2:1-Niederlage wurde er in der 79. Spielminute für den verletzten Sivakorn Tiatrakul eingewechselt. Nach einem Erstligaspiel wechselte er im Januar 2024 zum Zweitligisten Customs United FC. Am Ende der Saison 2023/24 belegte er mit dem Klub den vorletzten Tabellenplatz und musste somit in die dritte Liga absteigen. Nach dem Abstieg verließ er den Verein und schloss sich im Sommer 2024 dem Zweitligisten Chiangmai United FC an.